# Кам'яна Гора (Завалів)
Кам'яна Гора — одне з трьох підвищень поблизу села Завалів у Тернопільському районі Тернопільської області. Дві інші гори — Бичова і Карачин. Це частини вкритого лісами горбовато-гористого пасма на Підгаєччині, що піднімається до 414 м і простягається з півночі на південь від села Рудники вздовж річки Золота Липа до села Завалів.
Основа — м'який сірий крейдовий вапняк.
На Кам'яній Горі здавна діяв Монастир Василія Великого на Кам'яній Горі. Пов'язану з ним переказ-легенду вперше опублікував о. Іоаникій Ґалятовський, архімандрит Чернігівський, у книзі «Небо новое» (1665). 1782 австрійська влада закрила монастир. До 2-ї світ. війни на горі щороку (22 травня — 7 липня) відбувалися щоденні відпусти.
Зусиллями місцевої громади на чолі з о. М. Демидою 2004 на Кам'яній горі збудована капличка. Знову почалися відпусти.
Зараз тут зробили джерело, всередині якого б'є фонтан.

## Промисел
На Кам'яній Горі, коло джерела на Гуті Завалівській, виробляли в давнину скло. У 1675 році цю гуту знищили татари під час нападу на Підгайці та Завалівський замок.
Між Кам'яною Горою, Заваловом і Середнім добували глину для кахельної фабрики на Заставчу.
Існувала ще ґуральня, але була знищена у 1675 році, її вже не відновлювали.